# Nemochovice
Nemochovice är en ort i Tjeckien.   Den ligger i regionen Södra Mähren, i den östra delen av landet, 220 km sydost om huvudstaden Prag. Nemochovice ligger 286 meter över havet och antalet invånare är 284.
Terrängen runt Nemochovice är platt västerut, men österut är den kuperad.Runt Nemochovice är det ganska tätbefolkat, med 72 invånare per kvadratkilometer. Närmaste större samhälle är Vyškov, 14,6 km nordväst om Nemochovice. Trakten runt Nemochovice består till största delen av jordbruksmark.